# Шоффар, Пьер-Филипп
Пьер-Филипп Шоффар (фр. Pierre-Philippe Choffard; 19 марта 1730, Париж — 7 марта 1809, Париж) — французский рисовальщик и гравёр-орнаменталист. Выполнял фронтисписы, титульные листы, заставки, виньетки, концовки книжных изданий в техниках офорта и гравюры резцом.

## Биография
Пьер-Филипп родился в Париже в 1731 году. Ещё в юности проявил большие способности к рисованию цветов и орнаментов и был направлен в ученики к гравёру Гийому Дёллану, а затем к гравёру-орнаменталисту Пьеру-Эдму Бабелю. Вероятно, он также пользовался советами Николаса Эделинка, сына знаменитого Герарда Эделинка, а также Шарля-Николя Кошена.
Начав с картушей географических карт, которые датируются 1753—1756 годами, Шоффар гравировал пригласительные и адресные карточки, фронтисписы и титульные листы, виньетки, концовки различных изданий и экслибрисы. Эти работы привлекли внимание к способностям Шоффара и обеспечило ему заказ на выполнение концовок для знаменитого издания «Сказок» (Contes) Лафонтена, вышедшего в 1762 году. Серия завершается его собственным портретом в профиль в качестве концовки к сказке «Соловей».

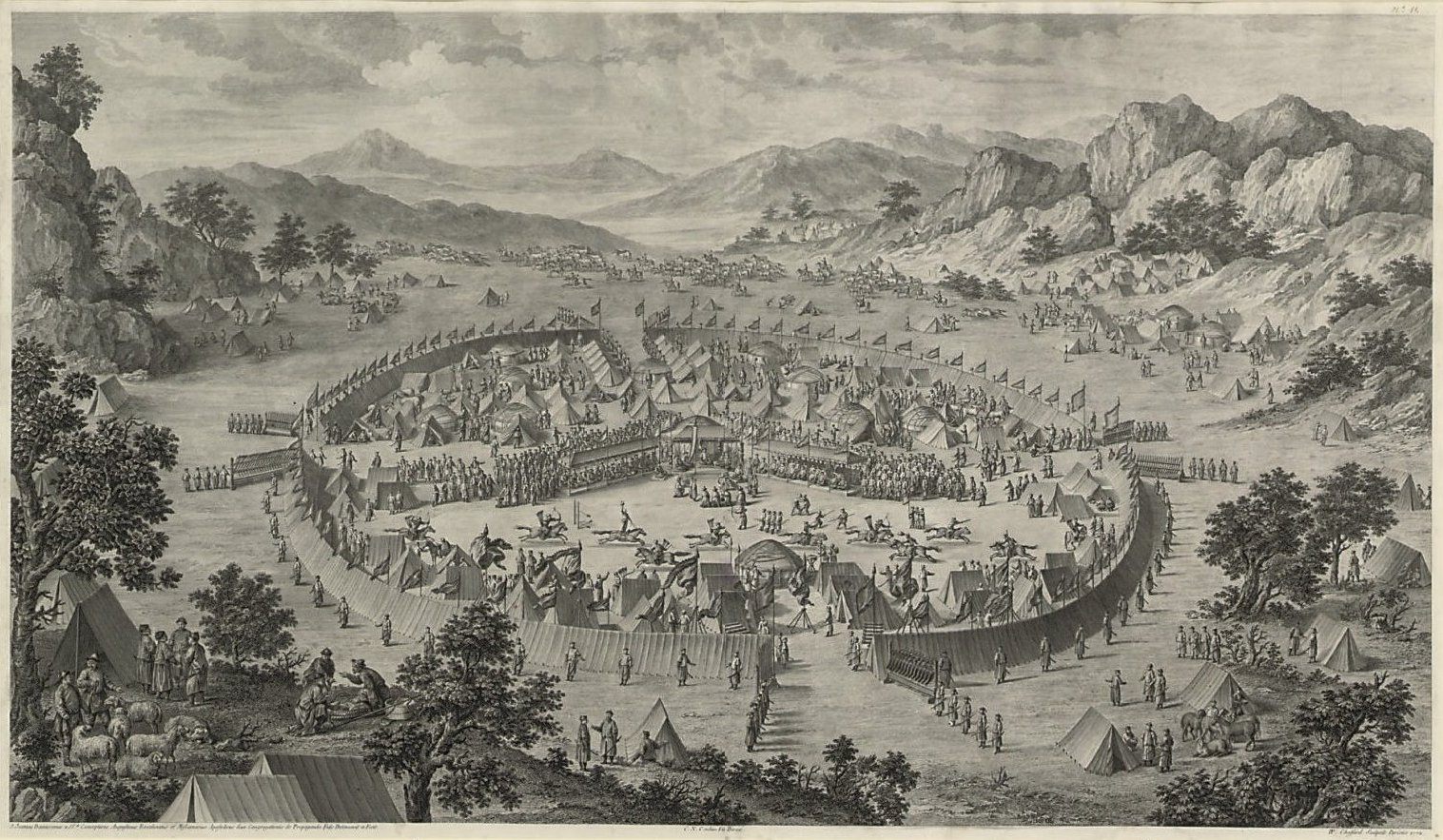
Офорт из серии «Завоевания императора Китая». 1772

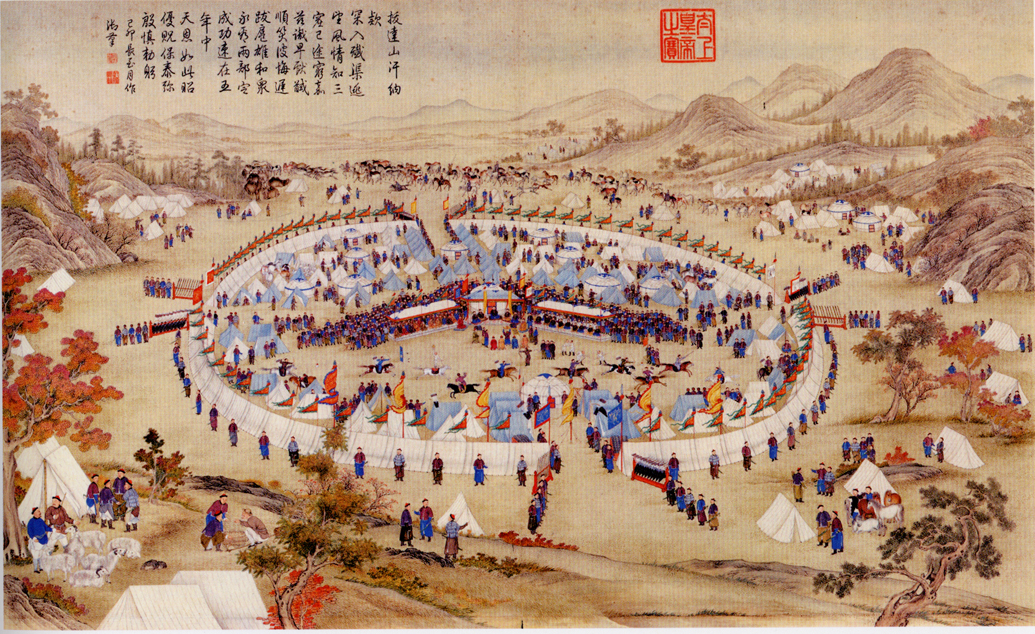
Миниатюра серии «Завоевания императора Китая». Китайский оригинал

За этой работой последовали, среди множества мелких произведений, знаменитые издания. Под руководством Пьера-Франсуа Базана совместно с издательством «Le Mire» с 1767 по 1771 год было осуществлено издание «Метаморфоз» Овидия ин-кварто в 4-х томах. Шоффар выполнял в этом издании совместно с Жаном-Батистом Депийи и Ноэлем-Жаком Писсо по собственным рисункам заставки, виньетки и концовки. Заключительный лист последнего тома, выполненный Шоффаром, — «своеобразный гимн французским иллюстраторам, имена которых начертаны на медалях в окружении атрибутов искусств, парящий в небесах гений обвивает их гирляндами славы».
Шоффар выполнил также заставки к поэме Сен-Ламбера «Времена года» (Les Saisons), изданной в 1769 году, и снова с некоторыми изменениями в 1775 году, заставки к поэме Имбера «Суд Париса» (Le Jugement de Paris) 1772 года и концовки к «Истории дома Бурбонов» (Histoire de la Maison de Bourbon) Дезормо, изданные в 1779—1788 годах. Все это создало Пьеру-Филиппу Шоффару репутацию непревзойдённого рисовальщика орнаментов. Помимо этого Шоффару принадлежат орнаментальные части «Живописного путешествия, или описания королевств Неаполя и Сицилии» (Voyage pittoresque, ou description des royaumes de Naples et de Sicile, 1781—1786) аббата де Сен-Нона, опубликованного в 1781 году, гравюры «Les Amants surpris», «Les Amours champêtres» и «Marchez tout doux, parlez tout bas» по рисункам Пьера-Антуана Бодуэна, а также вид Нарбонны по рисункам Шарля Монне.
Пьер-Филипп Шоффар принимал участие в крупном франко-китайском проекте под названием «Завоевания императора Китая» (Les Conquêtes de l’empereur de la Chine), заказанном иезуитами Жаном-Дени Аттире, Джузеппе Кастильоне, Игнасом Сихельбартом и Жаном Дамаскином, — серии из шестнадцати больших гравюр. Издание координировал Шарль-Николя Кошен Младший в Париже между 1766 и 1774 годами по поручению императора Цяньлуна.
В 1804 году Шоффар написал «Исторические заметки об искусстве гравюры» (Notice historique sur l’art de la Gravure) и собирался заняться более обширной работой по истории французской графики, но в 1809 году его сразила смерть в Париже. Порталис и Беральди приводят в своих «Graveurs du Dix-huitieme Siècle» подробный каталог гравюр Шоффара, в котором насчитывается 855 работ.

## Галерея

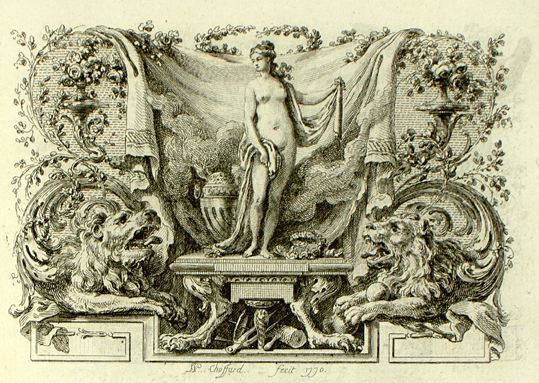
Пигмалион. Заставка. 1770. Офорт
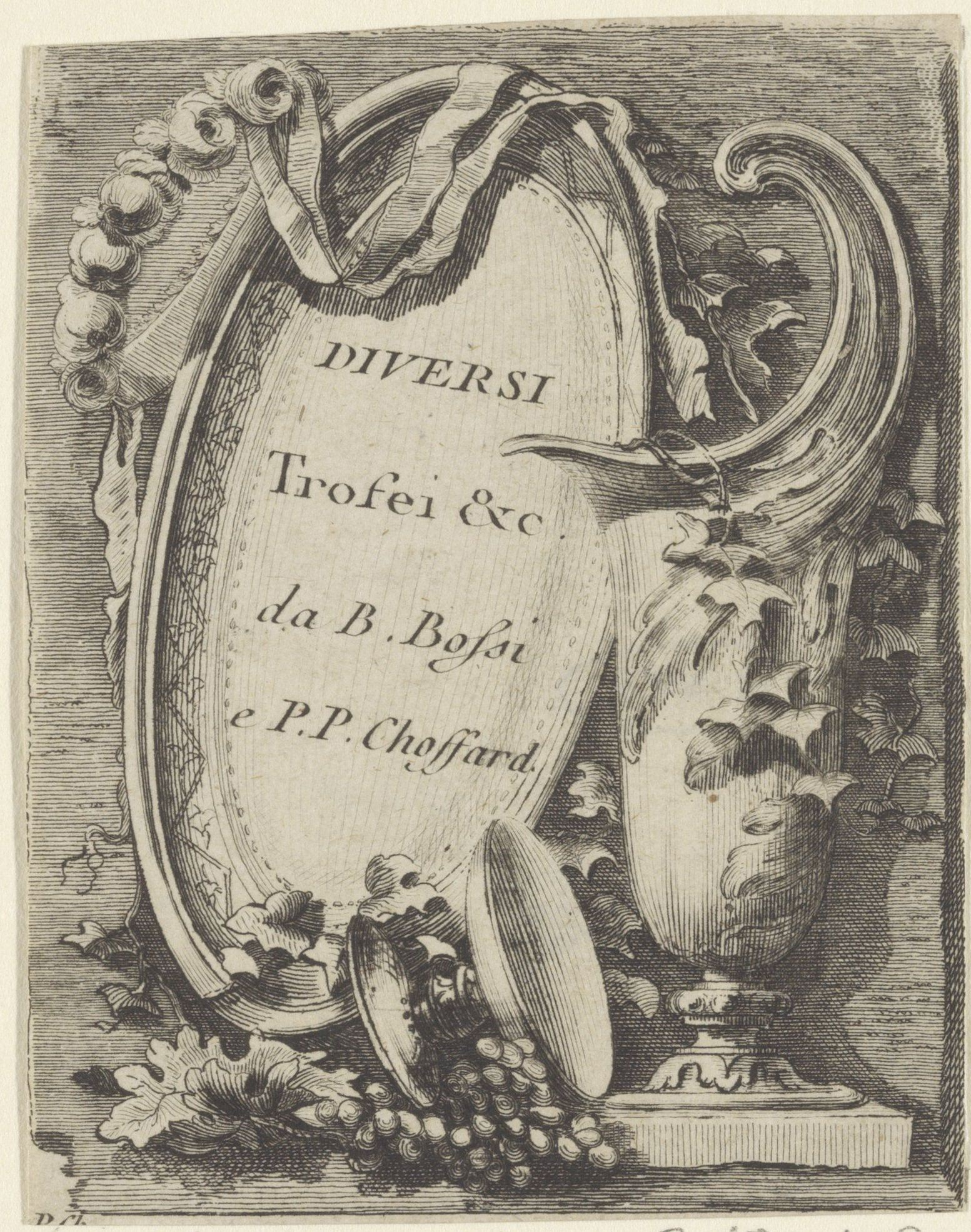
Титульный лист серии гравюр «Различные трофеи». Между 1737 и 1792. Офорт
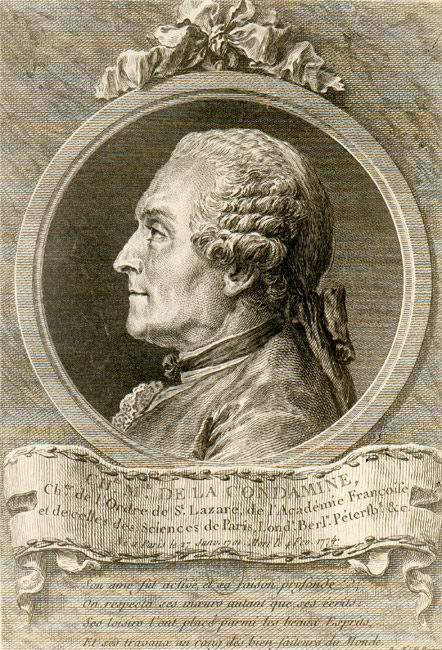
Портрет астронома Ш.-М. де ла Кондамина. По оригиналу Ш.-Н. Кошена Младшего. 1768. Офорт
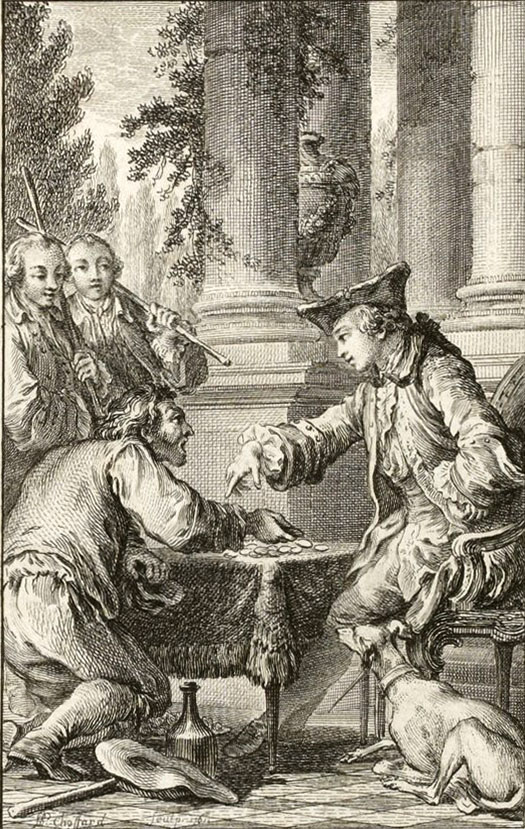
Лафонтен. Рассказы и короткие рассказы в стихах. Крестьянин, оскорбивший своего господина. Иллюстрация. По оригиналу Ш. Эйзена
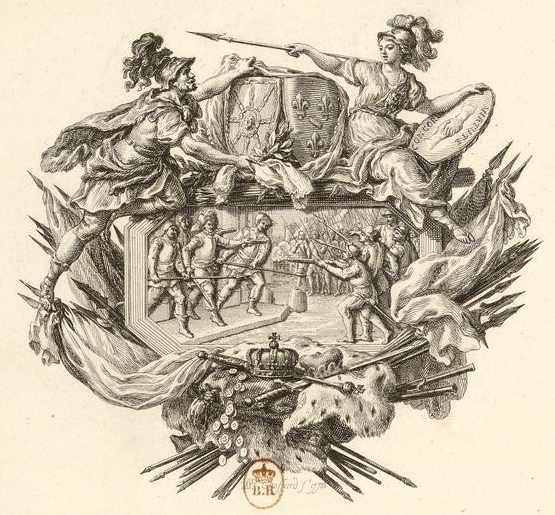
Король Наварры бежит от двора Генриха III в Гиень. Концовка. Офорт